# 米津正勝
米津 正勝（よねきつ まさかつ）は、戦国時代から江戸時代初期にかけての武将・旗本。

## 略歴
米津常春の子として誕生。
慶長5年（1600年）の会津征伐に従軍。同年堺奉行に任ぜられる。慶長8年（1603年）から翌9年（1604年）に三河国の検地、慶長16年（1611年）には板倉勝重と共に山城国の検地を行った。
しかし慶長18年（1613年）、摂津国島上郡芥川村において、部下が収賄を受け取った見返りに殺人犯の捕縛を行わなかったことを村民から訴えられたため、5月2日に奉行職を解任され阿波国に配流された。
翌慶長19年（1614年）2月22日、同地において斬罪に処された。この時、弟・春親も士籍を削られる処罰を受けた。これは、正勝が大久保長安と親しかったため、大久保長安事件に連座して処罰されたともいわれる。